# جزدان صدفي
الجزدان الصدفيّ هو نوع من الجزادين المصنوعة من أصداف الرخويات الكاملة أو المقصوصة، وخاصة أصداف الرخويات ذوات الصدفتين.